# Right Here, Right Now (chanson de Fatboy Slim)
 (janvier 2024).
Pour les articles homonymes, voir Right Here, Right Now.
Singles de Fatboy Slim
Praise You
(1999) Build It Up - Tear It Down
(1999)
Right Here, Right Now est une chanson de Fatboy Slim publiée en 1999 sur l'album You've Come a Long Way, Baby.
Elle est basée sur des échantillons de la chanson Ashes, the Rain & I de James Gang et d'un dialogue d'Angela Bassett issu du film Strange Days.
Le clip, créé par Hammer & Tongs, montre le processus de l'évolution condensé en trois minutes et demie.
Cette chanson est présente à la fin du film Jimmy Grimble (2000), ainsi que dans les films L'Enfer du dimanche (1999), The Skulls : Société Secrète (2000), Driven (2001) et Puyo Puyo : le film.
Elle apparaît également dans le premier épisode de la série New York 911 ainsi que dans la bande annonce de Hyper Tension.
Les équipes de football Arsenal FC et Manchester City FC ont choisi cette chanson pour leurs entrées sur le terrain à l'Emirates Stadium et à l'Etihad Stadium lors de leurs matchs à domicile.
En 2012, elle a été reprise jouée avec des instruments traditionnels bretons dans l'album Zebra & Bagad Karaez joué notamment lors du Festival des vieilles charrues
En 2019, la chanson est utilisée en fond sonore de la pub PMU "Que les meilleurs gagnent".
Le 4 octobre 2019, lors d'un concert à Gateshead, Fatboy Slim a fait un mashup de la chanson avec des extraits du discours de Greta Thunberg du 23 septembre à l'ONU.